# Mağusa Gücü
Mağusa Türk Gücü Spor Kulübü este un club de fotbal din Ciprul de Nord care evoluează în Birinci Lig. 